# Икосаэдрическая пирамида
| Икосаэдрическая пирамида                                                                                | Икосаэдрическая пирамида  |
| --- | ------------------------- |
| Диаграмма Шлегеля: проекция (перспектива) правильной икосаэдрической пирамиды в трёхмерное пространство |                           |
| Тип | Многогранная пирамида     |
| Символ Шлефли                                                                                           | ( ) ∨ {3,5}               |
| Ячеек                                                                                                   | 21                        |
| Граней                                                                                                  | 50                        |
| Рёбер                                                                                                   | 42                        |
| Вершин                                                                                                  | 13                        |
| Двойственный политоп                                                                                    | Додекаэдрическая пирамида |

Ортогональная двумерная проекция равногранной икосаэдрической пирамиды, вращающейся вокруг плоскости, проходящей через два параллельных ребра её основания

Икосаэдри́ческая пирами́да — четырёхмерный многогранник (многоячейник): многогранная пирамида, имеющая основанием икосаэдр.

## Описание
Ограничена 21 трёхмерной ячейкой — 20 тетраэдрами и 1 икосаэдром. Икосаэдрическая ячейка окружена всеми двадцатью тетраэдрическими; каждая тетраэдрическая ячейка окружена икосаэдрической и тремя тетраэдрическими.
Её 50 двумерных граней — треугольники. 20 граней разделяют икосаэдрическую и тетраэдрическую ячейки, остальные 30 — две тетраэдрических.
Имеет 42 ребра. На 30 рёбрах сходятся по три грани и по три ячейки (икосаэдрическая и две тетраэдрических), на остальных 12 — по пять граней и по пять ячеек (только тетраэдрические).
Имеет 13 вершин. В 12 вершинах сходятся по 6 рёбер, по 10 граней и по 6 ячеек (икосаэдрическая и пять тетраэдрических); в 1 вершине — 12 рёбер, 30 граней и все 20 тетраэдрических ячеек.

## Равногранная икосаэдрическая пирамида
Если все рёбра икосаэдрической пирамиды имеют равную длину {\displaystyle a}, её грани являются одинаковыми правильными треугольниками. Четырёхмерный гиперобъём и трёхмерная гиперплощадь поверхности такой пирамиды выражаются соответственно как
{\displaystyle V_{4}={\frac {5}{96}}\left(1+{\sqrt {5}}\right)a^{4}\approx 0{,}1685452a^{4},}
{\displaystyle S_{3}={\frac {5}{12}}\left(3+4{\sqrt {2}}+{\sqrt {5}}\right)a^{3}\approx 4{,}5387176a^{3}.}
Высота пирамиды при этом будет равна
{\displaystyle H={\frac {1}{4}}\left({\sqrt {5}}-1\right)a\approx 0{,}3090170a,}
радиус описанной гиперсферы (проходящей через все вершины многоячейника) —
{\displaystyle R={\frac {1}{2}}\left(1+{\sqrt {5}}\right)a\approx 1{,}6180340a,}
радиус внешней полувписанной гиперсферы (касающейся всех рёбер в их серединах) —
{\displaystyle \rho _{1}={\frac {1}{2}}{\sqrt {5+2{\sqrt {5}}}}\;a\approx 1{,}5388418a,}
радиус внутренней полувписанной гиперсферы (касающейся всех граней в их центрах) —
{\displaystyle \rho _{2}={\frac {1}{6}}\left({\sqrt {15}}+3{\sqrt {3}}\right)a\approx 1{,}5115226a,}
радиус вписанной гиперсферы (касающейся всех ячеек) —
{\displaystyle r={\frac {\left(4{\sqrt {2}}-5\right)\left(2+{\sqrt {5}}\right)-1}{12}}\;a\approx 0{,}1485399a.}
Центр вписанной гиперсферы располагается внутри пирамиды, центры описанной и обеих полувписанных гиперсфер — в одной и той же точке вне пирамиды.
Такую пирамиду можно получить, взяв выпуклую оболочку любой вершины шестисотячейника и всех 12 соседних вершин, соединённых с ней ребром.
Угол между двумя смежными тетраэдрическими ячейками будет равен {\displaystyle \arccos \left(-{\frac {1+3{\sqrt {5}}}{8}}\right)\approx 164{,}48^{\circ },} как и в шестисотячейнике. Угол между икосаэдрической ячейкой и любой тетраэдрической будет равен {\displaystyle \arccos {\frac {\sqrt {7+3{\sqrt {5}}}}{4}}\approx 22{,}24^{\circ }.}

## В координатах
Равногранную икосаэдрическую пирамиду с длиной ребра {\displaystyle 2} можно разместить в декартовой системе координат так, чтобы её вершины имели координаты
- {\displaystyle \left(0;\;\pm 1;\;\pm \Phi ;\;0\right),}
- {\displaystyle \left(\pm \Phi ;\;0;\;\pm 1;\;0\right),}
- {\displaystyle \left(\pm 1;\;\pm \Phi ;\;0;\;0\right),}
- {\displaystyle \left(0;\;0;\;0;\;\Phi ^{-1}\right),}

где {\displaystyle \Phi ={\frac {1+{\sqrt {5}}}{2}}} — отношение золотого сечения.